# Complicitus nigrigularis
Complicitus nigrigularis is een hagedis uit de familie agamen (Agamidae).

## Naam en indeling
Het is de enige soort uit het monotypische geslacht Complicitus. De wetenschappelijke naam van de soort werd voor het eerst voorgesteld door Hidetoshi Ota en Tsutomu Hikida in 1991. Oorspronkelijk werd de naam Calotes nigrigularis gebruikt en later werd de hagedis tot het geslacht Bronchocela gerekend.

## Verspreiding en habitat
De hagedis leeft in delen van zuidelijk Azië en komt endemisch voor in Maleisië. Complicitus nigrigularis is alleen gevonden op de eilanden Borneo en Sabah.
De habitat bestaat uit tropische en subtropische bossen. De hagedis is aangetroffen tot een hoogte van 1500 meter boven zeeniveau.

## Beschermingsstatus
Door de internationale natuurbeschermingsorganisatie IUCN is de beschermingsstatus 'onzeker' toegewezen (Data Deficient of DD).